# Maria Felice Tibaldi
Maria Felice Tibaldi, född 1707 i Rom, död där 1770, var en italiensk konstnär. Hon målade porträtt och historiska scener i olja och pastell. 
Hon är representerad på Nationalmuseum.